# Köllő Miklós (szobrász)

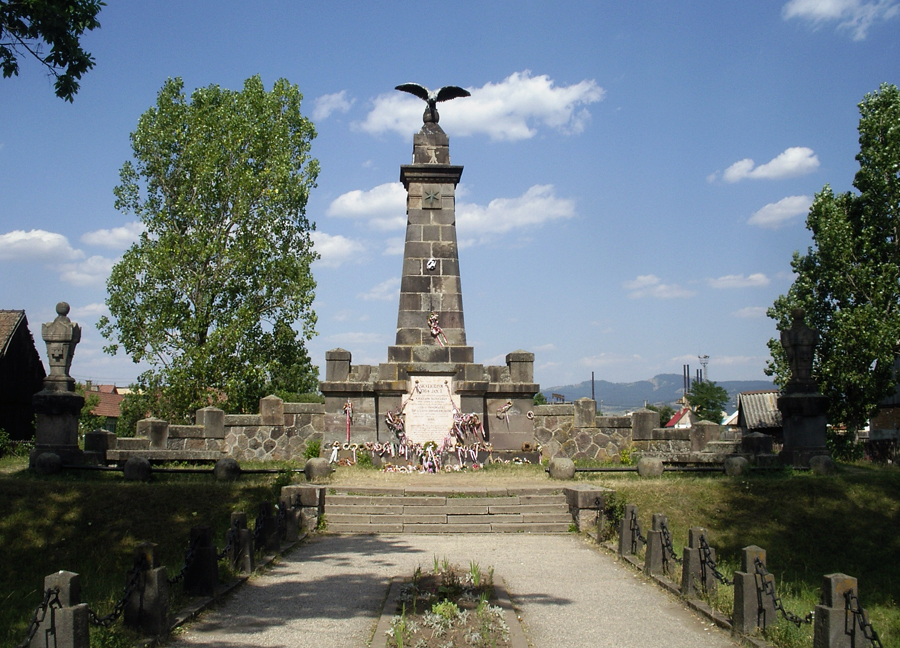
A mádéfalvi veszedelem emlékműve, Köllő Miklós szobrával

Köllő Miklós (Gyergyócsomafalva, 1861. december 23. – Budapest, 1900. szeptember 17.) magyar szobrászművész.

## Életpályája
Münchenben, majd Budapesten Huszár Adolfnál tanult. Egy ideig Zala György mellett dolgozott. Előbb díszítő szobrokat készített a budai Várpalota, az Országház és a Kúria részére, kisebb emlékműveket mintázott tárgyias megfogalmazásban.
1894-ben részt vett a kolozsvári Mátyás-szobor pályázaton. Rövid pályáját betegsége törte félbe. Két kiskorú gyermekének elvesztése 1900-ban öngyilkosságba kergette. 
A Mádéfalvi veszedelem emlékoszlopát csak halála után, 1905-ben állították fel.

## Művei

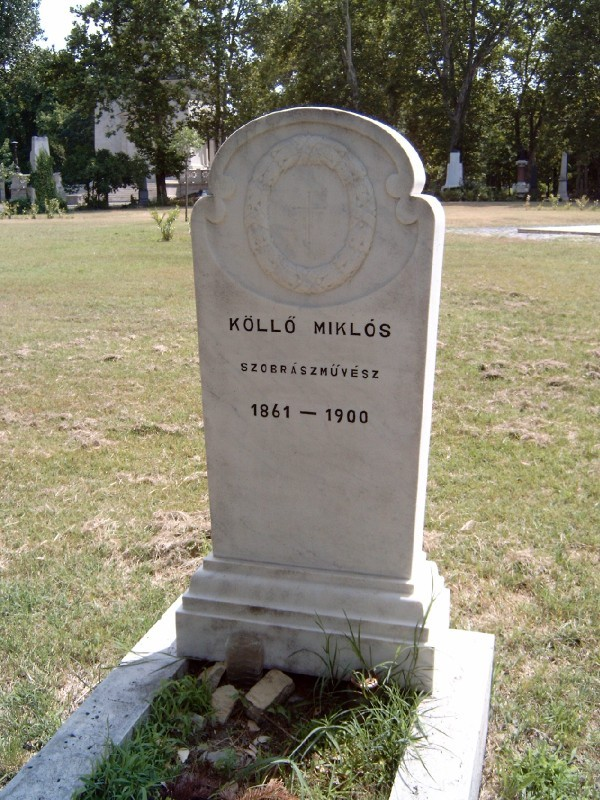
Köllő Miklós sírja Budapesten. Kerepesi temető: 28-21-55. A Gerenday-cég kivitelezésében.

- Garay János szobrát Szekszárdon állították fel.
- 1896. augusztus 6-án avatták Honvédemlék (A szőregi csata emlékoszlopa) szobrát Szegeden.
- 1896. szeptember 6-án avatták Szentháromság-szobrát Szegeden.
- 1897. július 31-én avatták fel Petőfi-szobrát Segesvárott. (A szobor ma Kiskunfélegyházán található.)
- 1899-ben avatták fel a Kossuth-szobrát Marosvásárhelyen. Ez a szobor a román hatalomátvétel után elpusztult, de a Borsos Miklós Művészetéért Alapítvány kezdeményezésére 2001 novemberében – a marosvásárhelyi vártemplomban megőrzött szobor-makett alapján – Sánta Csaba szovátai szobrász újraalkotta a szobrot, amely ma az egykori alkotó, Köllő Miklós szülőfalujának, Gyergyócsomafalvának főterét díszíti.
- 1899-ben elkészítette a Mádéfalvi veszedelem emlékművének Turulmadár-szobrát. (Az építész Tamás József volt).
- Ő mintázta a Millenniumi emlékműre IV. Béla szobrát.
- Az utolsó munkája a héjasfalvi Zeyk Domokos emlékmű reliefje.